# Tärendö (řeka)
Tärendö (švédsky Tärendö älv nebo Tärendöälven, meänkieli Täränönväylä, finsky Täränönväylä) je řeka v severním Švédsku, kraji Norrbotten (samosprávná obec Pajala), která spojuje povodí řek Torne a Kalix. Vzniká bifurkací nedaleko vsi Junosuando, kde se odpojuje od řeky Torne, z níž odvádí více než polovinu vody (asi 57 %). Jedná se o největší bifurkaci v Evropě a druhou největší na světě.
Řeka protéká málo obydlenou nížinou Tornského údolí (Tornedalen) a po 52 km se u městečka Tärendö vlévá do řeky Kalix. Na svém toku překonává 9 peřejí.